# Meneméni
Meneméni, en grec moderne : Μενεμένη, est une ville et un ancien dème du district régional de Thessalonique, en Macédoine-Centrale, Grèce. Depuis 2010, il est fusionné au sein du dème d’Ambelókipi-Meneméni.
Selon le recensement de 2011, la population du dème ainsi que celle de la localité s'élève à 14 746 habitants.